# Дриккер, Александр Самойлович
Алекса́ндр Само́йлович Дри́ккер (4 декабря 1941 — 14 ноября 2020, Санкт-Петербург) — советский и российский физик, культуролог и музеолог, представитель информационного и эмпирического подхода к исследованию культуры и искусства. Доктор культурологии, профессор института философии СПбГУ. Ведущий научный сотрудник отдела компьютеризации, зав. сектором создания и сопровождения баз данных Государственного Русского музея.

## Биография
Окончил Ленинградский институт точной механики и оптики (кафедра квантовой радиоэлектроники) и аспирантуру Института проблем передачи информации АН СССР. В 1994 году в Государственном институте искусствознания защитил кандидатскую диссертацию на тему: «Информационный подход к проблеме цикличности в европейском искусстве Нового времени» (специальность 17.00.08 — теория и история культуры). В 2001 году там же защитил докторскую диссертацию на тему: «Эволюция культуры: информационный отбор» (специальность 24.00.01 — теория и история культуры).
В СПбГУ читал курсы: Информационные технологии в музее, Человек в естественно-научной картине мира, Теория визуальной культуры и др.
Вице-президент некоммерческого партнерства «Автоматизация деятельности музеев и информационные технологии» (НП АДИТ).
Застрелился из пистолета 13 ноября 2020 года.  У Александра Дриккера было онкологическое заболевание, и он решил покончить жизнь самоубийством.

## Избранные труды
- (В соавт. с: Р. Р. Красовский). Оптимальный энергочувствительный прием в оптическом диапазоне // Проблемы передачи информации. — 5:3 (1969). — С. 78—81.
- (В соавт. с: Р. Р. Красовский). Оптимальный энергочувствительный прием частично поляризованного оптического сигнала // Проблемы передачи информации. — 8:1 (1972). — С. 100—103.
- Гомодинный прием квантового электромагнитного сигнала // Проблемы передачи информации. — 12:3 (1976). — С. 57—68
- Архитектура как пионер искусства нового рода // Искусство в контексте информационной культуры. Проблемы информационной культуры. Вып. 4. — М.: Смысл, 1997. — ISBN 5-89357-021-9 — С. 158—162.
- Информационный ключ к истории: индивид и общество // Философские науки. — 1999. — № 1—2. — С.114—132.
- Эволюция культуры: информационный отбор / Междунар. ассоц. эмпир. эстетики (рус. отд-ние). — СПб.: Акад. проект, 2000. — 180 с. — ISBN 5-7331-0184-9
- Творческая аура в цифровом стандарте // Человек. — 2001. — № 2. — С. 113—118
- Ритм и аритмия коллективного бессознательного в череде поколений // Теория художественной культуры. — Вып. 8. — М.: Государственный институт искусствознания, 2005. — С. 259—270.
- «Энергетика» художественного воздействия: информационный анализ // Человек. — 2006. — № 6. — С. 21—34.
- Электронное будущее изобразительного искусства // Вестник Санкт-Петербургского университета. — Серия 6: Философия. Культурология. Политология. Право. Международные отношения. — 2006. — № 1.
- (В соавт. с: Пиотровский М. Б., Беззубова О. В.) Философия музея: Учебное пособие / Под ред. М. Б. Пиотровского. — М.: Инфра-M, 2013 (Серия: Высшее образование: Магистратура). — 192 с. — ISBN 978-5-16-006155-9 С. 71—77, 130—138, 166—172.
- Информационные технологии в музее: Методическое пособие для бакалавров музеологов, обучающихся по направлению 030300 и студентов гуманитарных отделений. — СПб., 2013. — 46 с.
- Физические аспекты метафизической трансформации / Санкт-Петербургский гос. ун-т, Русская христианская гуманитарная акад. — СПб: Изд-во РХГА, 2014. — 82 с. — ISBN 978-5-88812-617-2